# Spinomantis
Spinomantis es un género de anfibios anuros de la familia Mantellidae. Sus especies son endémicas del este de Madagascar. Anteriormente se incluían dentro de Mantidactylus.

## Especies
Se reconocen las doce especies siguientes según ASW:
- Spinomantis aglavei (Methuen & Hewitt, 1913)
- Spinomantis bertini (Guibé, 1947)
- Spinomantis brunae (Andreone, Glaw, Vences & Vallan, 1998)
- Spinomantis elegans (Guibé, 1974)
- Spinomantis fimbriatus (Glaw & Vences, 1994)
- Spinomantis guibei (Blommers-Schlösser, 1991)
- Spinomantis massi (Glaw & Vences, 1994)
- Spinomantis microtis (Guibé, 1974)
- Spinomantis nussbaumi Cramer, Rabibisoa & Raxworthy, 2008
- Spinomantis peraccae (Boulenger, 1896)
- Spinomantis phantasticus (Glaw & Vences, 1997)
- Spinomantis tavaratra Cramer, Rabibisoa & Raxworthy, 2008